# Ihor Bjelanov
Ihor Ivanovyč Bjelanov (in ucraino Ігор Іванович Бєланов?; in russo Игорь Иванович Беланов?, Igor' Ivanovič Belanov; Odessa, 25 settembre 1960) è un ex calciatore sovietico, dal 1991 ucraino, di ruolo attaccante.
Durante la sua carriera ha vestito le maglie di Dinamo Kiev e Borussia Mönchengladbach: in patria ha vinto tutto, conquistando la Coppa delle Coppe 1985-1986, di cui è miglior marcatore a pari merito con i suoi compagni di squadra Blochin e Zavarov e col tedesco Lippmann. In quest'annata, sale alla ribalta internazionale, segnando una tripletta ai Mondiali messicani contro il Belgio (incontro perso per 4-3), fino a vincere il Pallone d'oro nel 1986 davanti ai più quotati Lineker e Butragueño.
Rimane al vertice del calcio internazionale per un buon anno e mezzo, fino agli Europei 1988: l'URSS arriva in finale ma contro i Paesi Bassi, Belanov sbaglia un rigore e la nazionale sovietica cade 0-2. Un anno dopo si trasferisce in Germania, ma qui il suo rendimento è fallimentare: dopo due mezze stagioni, passa a giocare prima nel secondo poi nel terzo livello del calcio tedesco, con risultati mediocri. Nel 1995 ritorna in patria, dove chiude la carriera.
Nel 2011 Belanov, assieme a Blochin, Lobanovski e Vitalij Staruchin, è stato nominato leggenda del calcio ucraino. È stato anche votato dagli appassionati di calcio ex-sovietici come uno dei più forti tra i giocatori sovietici di tutti i tempi.

## Biografia
Sposato con Irina, ha una figlia nata nel 1985, Cristina. Gli piace l'opera, in particolare Giuseppe Verdi. Aveva problemi d'alcolismo.
In passato Andrij Ševčenko s'ispirava a Belanov, uno dei suoi idoli.

## Caratteristiche tecniche
Calciatore dal fisico leggero, piccolo di statura, ma estremamente veloce era il rifinitore della Dinamo Kiev di Lobanovski, che lo ha allenato sia a Kiev sia in Nazionale. Era uno dei migliori protagonisti del "calcio laboratorio" (o "laboratorio Lobanovski" o "calcio del duemila") giocato dalla Dinamo Kiev di Valeri Lobanovski, che lo stesso calciatore ritiene essere il «miglior tecnico di sempre». La Nazionale sovietica era abituata a giocare in contropiede, sfruttando le abilità di Belanov sulla fascia destra, quelle di Protasov a sinistra e la fantasia di Oleksandr Zavarov in mezzo al campo. Assieme a Protasov formava una minacciosa coppia offensiva. Durante la carriera ha giocato anche come unica punta nel 4-5-1, arretrando a giocare da esterno d'attacco destro durante gli incontri e lasciando la posizione centrale al più adatto Protasov.
Attaccante capace di giocare anche da trequartista, definito «fuoriclasse» e «campione», non era forte fisicamente, né dotato di un bagaglio tecnico elevato ma riusciva a bucare le difese grazie al suo rapidissimo cambio di ritmo: la velocità, il dribbling e il tiro in suo possesso lo rendevano un attaccante completo e grazie a queste caratteristiche era considerato tra i migliori calciatori degli anni ottanta. Era anche un buon rigorista.
Era soprannominato Razzo, il che fa capire la sua elevata velocità, dinamicità e l'abilità di smarcamento di cui era capace, che culminavano spesso in un tiro potente, secco, eseguito in corsa. Nel 1983 corse i 50 metri in 5"7. Nel 1988, a ventotto anni, Belanov rivela un aneddoto curioso sulla sua carriera: nel 1985, al primo allenamento con la Dinamo Kiev, venne doppiato due volte da tutta la squadra dopo qualche giro di pista e se Lobanovski non l'avesse trattenuto sarebbe tornato a Odessa la sera stessa.

## Carriera

### Club
Belanov ha militato in vari club: SKA Odessa, Chornomorets Odessa e soprattutto Dinamo Kiev, dove ha fatto faville tra il 1985 e il 1989, facendo incetta di titoli in patria e vincendo la Coppa delle Coppe nel 1986, competizioni nella quale diviene capocannoniere con 5 reti, assieme ai compagni di squadra Oleksandr Zavarov e Oleh Blochin e al tedesco Frank Lippmann. Nello stesso anno ricevette il Pallone d'oro come miglior calciatore europeo dell'anno, a sorpresa e tra le polemiche,. Belanov vince davanti a candidati di tutto rispetto, Gary Lineker (capocannoniere in Premier League e al Mondiale messicano, secondo in campionato e finalista di FA Cup con l'Everton) ed Emilio Butragueño (vincitore della Liga e della Coppa UEFA col Real Madrid, oltre a essere arrivato secondo nella classifica marcatori del Mondiale 1986 assieme a Maradona e dietro Lineker): Belanov sbaraglia la concorrenza vincendo con 84 punti, davanti a Lineker (62) e Butragueño (59). In seguito dichiara che il suo connazionale Zavarov meritava di vincerlo al posto suo, avendogli servito parecchi assist. In un sondaggio indetto nel gennaio 1987 dai giornalisti sovietici, Zavarov è giudicato superiore a Belanov. Nel gennaio 1987 s'infortuna per uno strappo muscolare. Il 24 febbraio 1987, durante la Supercoppa UEFA 1986 contro lo Steaua Bucarest, Belanov s'infortuna, dovendo uscire al 50' per Mikhailichenko: a fine partita lo Steaua vince per 1-0.
Nonostante avesse attirato a sé gli interessi di alcune società italiane, e soprattutto dell'Atalanta, che doveva ottenere Belanov in prestito dal Genoa,, non arriva mai in Italia: nonostante l'affare sia dato come concluso, nelle prime settimane di luglio il ministero dello Sport sovietico afferma che ci sono ancora delle condizioni da trattare prima di cedere l'ormai ex Pallone d'oro; la trattativa prosegue e sia a metà luglio sia verso i primi di agosto sembra già essere conclusa con l'acquisto del sovietico, ma l'affare si complica nuovamente verso la metà di agosto e nel settembre seguente la trattativa sfuma: il sovietico, che avrebbe dovuto essere il terzo straniero per i bergamaschi, è sostituito da Evair. Belanov si rivela deluso per il suo mancato trasferimento all'Atalanta, chiuso definitivamente da Lobanovski. Solo nel 1994 ammette che le trattative con Genoa e Atalanta saltarono perché il governo sovietico gli impedì di firmare i contratti, condizionandone la carriera. In questo periodo guadagna 2.000 rubli al mese.
All'epoca i calciatori sotto i 29 anni non potevano giocare fuori dall'Unione Sovietica, perciò dopo aver attraversato un periodo di declino da febbraio 1988, il 10 agosto 1989, Belanov si trasferisce ai tedeschi del Borussia Mönchengladbach, firmando un contratto da circa 1,55 milioni di marchi, unendosi al suo nuovo club a novembre, quando finisce il campionato sovietico. In Germania Ovest vive una stagione deludente, al di sotto delle aspettative per via di un calo di rendimento, litigando spesso con l'allenatore. Durante la sua seconda annata in Germania, il sovietico è fermato assieme alla moglie dalla Polizia locale, che nel bagagliaio della sua auto trova dei capi di vestiario che erano stati appena rubati da un grande magazzino per un valore di 2.000 marchi (circa € 1.000), venendo arrestato subito dopo e immediatamente licenziato dal club. Al termine della seconda stagione al Borussia conta 24 presenze e 4 gol in campionato.
Nel 1991 passa all'Eintracht Braunschweig, nella seconda divisione tedesca. Qui vive stagioni altalenanti, fino alla retrocessione in terza divisione. Successivamente è tornato in Ucraina, dov'è un idolo nazionale, militando nel Chornomorets e nell'Azovetz Mariupol (seconda categoria ucraina), dopodiché appende le scarpette al chiodo. Dopo il ritiro, ha aperto a Odessa una scuola calcio che porta il suo nome.
Dopo essersi impegnato nell'industria dell'acciaio, nell'estate del 2003 rileva la proprietà del Wil assieme a un suo socio, Gennadyj Perepadenko, suo ex compagno di squadra ai tempi del Chernomorets, salvando la società elvetica dalla bancarotta. Nel gennaio 2004 diviene presidente, mentre la squadra è terzultima nella massima divisione svizzera. Con € 200.000, la società del duo Belanov-Perepadenko, New Building Design, registrata a Madrid, ha rilevato la maggioranza delle azioni del Wil (precisamente il 51%). Nell'agosto 2003 Belanov esonera subito il tecnico in carica, Martin Andermatt, chiamando a suo cospetto l'inesperto Zavarov, ex compagno di squadra alla Dinamo Kiev e nella Nazionale sovietica. Zavarov però non ha la licenza per allenare e la federcalcio svizzera gli dà un permesso fino al 31 dicembre 2003. Scaduto il permesso, nel 2004 Belanov gli concede di restare nel Wil, assegnandogli la carica di direttore sportivo e chiamando in panchina Joachim Müller. Dopo tre mesi Müller è esonerato e al suo posto Tomas Matejcek si pone alla guida del club: quando i giocatori cominciano a non sopportare più il nuovo tecnico, a causa degli allenamenti troppo duri, Belanov è costretto a richiamare Müller, affiancandogli Stephan Lehmann. Nel febbraio 2004, contestato dai tifosi, Belanov si dimette dalla presidenza del Wil.

### Nazionale
Esordisce in Nazionale il 2 maggio 1985 nel successo per 4-0 contro la Svizzera rimpiazzando al 79' Hennadij Lytovčenko. Divenuto ben presto titolare nell'Unione Sovietica del Colonnello Lobanovski, disputa i Mondiali '86 in Messico, dimostrando un'ottima forma e durante i quali realizza una tripletta contro il Belgio negli ottavi di finale: la partita venne comunque persa dai "rossi" per 4-3. In totale Belanov è sceso in campo 33 volte con la sua Nazionale tra il 1985 e il 1990 e ha realizzato otto reti, ma è spesso ricordato per aver fallito un calcio di rigore nella finale degli Europei del 1988 contro l'Olanda (0-2). Tra il 1986 e il 1988 è uno dei calciatori più importanti e più rappresentativi della Nazionale sovietica.

## Statistiche
Tra club e nazionale maggiore, Bjelanov ha giocato 496 partite segnando 140 reti, alla media di 0,28 gol a partita.

### Presenze e reti nei club
| Stagione                        | Squadra                         | Campionato                      | Campionato | Campionato | Coppe nazionali | Coppe nazionali | Coppe nazionali | Coppe continentali | Coppe continentali | Coppe continentali | Altre coppe | Altre coppe | Altre coppe | Totale | Totale |
| Stagione                        | Squadra                         | Comp                            | Pres       | Reti       | Comp            | Pres            | Reti            | Comp               | Pres               | Reti               | Comp        | Pres        | Reti        | Pres   | Reti   |
| ------------------------------- | ------------------------------- | ------------------------------- | ---------- | ---------- | --------------- | --------------- | --------------- | ------------------ | ------------------ | ------------------ | ----------- | ----------- | ----------- | ------ | ------ |
| 1979                            | Odesa                           | PL                              | 32         | 5          | -               | -               | -               | -                  | -                  | -                  | -           | -           | -           | 32     | 5      |
| 1980                            | Odesa                           | PL                              | 36         | 11         | -               | -               | -               | -                  | -                  | -                  | -           | -           | -           | 36     | 11     |
| Totale Odesa                    | Totale Odesa                    | Totale Odesa                    | 68         | 16         |                 |                 |                 |                    |                    |                    |             |             |             | 68     | 16     |
| 1981                            | Čornomorec'                     | VL                              | 27         | 6          | KS              | 2               | 0               | -                  | -                  | -                  | -           | -           | -           | 29     | 6      |
| 1982                            | Čornomorec'                     | VL                              | 29         | 2          | KS              | 4               | 1               | -                  | -                  | -                  | -           | -           | -           | 33     | 3      |
| 1983                            | Čornomorec'                     | VL                              | 27         | 7          | KS              | 1               | 0               | -                  | -                  | -                  | -           | -           | -           | 28     | 7      |
| 1984                            | Čornomorec'                     | VL                              | 33         | 11         | KS              | 5               | 3               | -                  | -                  | -                  | -           | -           | -           | 38     | 14     |
| 1985                            | Dinamo Kiev                     | VL                              | 31         | 10         | KS              | 4               | 2               | CdC                | 4                  | 1                  | -           | -           | -           | 39     | 13     |
| 1986                            | Dinamo Kiev                     | VL                              | 22         | 10         | KS              | 1               | 0               | CC                 | 8                  | 4                  | SS+SU       | 1+1         | 0+0         | 33     | 14     |
| 1987                            | Dinamo Kiev                     | VL                              | 23         | 8          | KS              | 6               | 3               | CC                 | 6                  | 1                  | SS+KFS      | 1+1         | 1+0         | 37     | 13     |
| 1988                            | Dinamo Kiev                     | VL                              | 27         | 9          | KS              | 4               | 1               | -                  | -                  | -                  | -           | -           | -           | 31     | 10     |
| 1989                            | Dinamo Kiev                     | VL                              | 18         | 3          | KS              | 4               | 1               | -                  | -                  | -                  | -           | -           | -           | 22     | 4      |
| Totale Dinamo Kiev              | Totale Dinamo Kiev              | Totale Dinamo Kiev              | 121        | 40         |                 | 19              | 7               |                    | 18                 | 6                  |             | 4           | 1           | 162    | 54     |
| 1989-1990                       | Borussia Mönchengladbach        | BL                              | 14         | 4          | CG              | 1               | 0               | -                  | -                  | -                  | -           | -           | -           | 15     | 4      |
| 1990-1991                       | Borussia Mönchengladbach        | BL                              | 10         | 0          | CG              | 2               | 1               | -                  | -                  | -                  | -           | -           | -           | 12     | 1      |
| Totale Borussia Mönchengladbach | Totale Borussia Mönchengladbach | Totale Borussia Mönchengladbach | 24         | 4          |                 | 3               | 1               |                    |                    |                    |             |             |             | 27     | 5      |
| 1990-1991                       | Eintracht Braunschweig          | 2.BL                            | 9          | 3          | -               | -               | -               | -                  | -                  | -                  | -           | -           | -           | 9      | 3      |
| 1991-1992                       | Eintracht Braunschweig          | 2.BL                            | 29         | 10         | CG              | 1               | 1               | -                  | -                  | -                  | -           | -           | -           | 30     | 11     |
| 1992-1993                       | Eintracht Braunschweig          | 2.BL                            | 0          | 0          | -               | -               | -               | -                  | -                  | -                  | -           | -           | -           | 0      | 0      |
| 1993-1994                       | Eintracht Braunschweig          | 2.BL                            | 26+4       | 8+0        | CG              | 1               | 0               | -                  | -                  | -                  | -           | -           | -           | 31     | 8      |
| Totale Eintracht Braunschweig   | Totale Eintracht Braunschweig   | Totale Eintracht Braunschweig   | 68         | 21         |                 | 2               | 1               |                    |                    |                    |             |             |             | 70     | 22     |
| 1995-1996                       | Čornomorec'                     | UPL                             | 3          | 1          | -               | -               | -               | -                  | -                  | -                  | -           | -           | -           | 3      | 1      |
| Totale Čornomorec'              | Totale Čornomorec'              | Totale Čornomorec'              | 119        | 27         |                 | 12              | 4               |                    |                    |                    |             |             |             | 131    | 31     |
| 1995-1996                       | Mariupol'                       | DL                              | 1          | 0          | -               | -               | -               | -                  | -                  | -                  | -           | -           | -           | 1      | 0      |
| 1996-1997                       | Mariupol'                       | DL                              | 4          | 4          | -               | -               | -               | -                  | -                  | -                  | -           | -           | -           | 4      | 4      |
| Totale Mariupol'                | Totale Mariupol'                | Totale Mariupol'                | 5          | 4          |                 |                 |                 |                    |                    |                    |             |             |             | 5      | 4      |
| Totale carriera                 | Totale carriera                 | Totale carriera                 | 405        | 112        |                 | 36              | 13              |                    | 18                 | 6                  |             | 4           | 1           | 463    | 132    |

### Cronologia presenze e reti in nazionale
| Cronologia completa delle presenze e delle reti in nazionale ― Unione Sovietica | Cronologia completa delle presenze e delle reti in nazionale ― Unione Sovietica | Cronologia completa delle presenze e delle reti in nazionale ― Unione Sovietica | Cronologia completa delle presenze e delle reti in nazionale ― Unione Sovietica | Cronologia completa delle presenze e delle reti in nazionale ― Unione Sovietica | Cronologia completa delle presenze e delle reti in nazionale ― Unione Sovietica | Cronologia completa delle presenze e delle reti in nazionale ― Unione Sovietica | Cronologia completa delle presenze e delle reti in nazionale ― Unione Sovietica |
| Data                                                                            | Città                                                                           | In casa                                                                         | Risultato                                                                       | Ospiti                                                                          | Competizione                                                                    | Reti                                                                            | Note                                                                            |
| ------------------------------------------------------------------------------- | ------------------------------------------------------------------------------- | ------------------------------------------------------------------------------- | ------------------------------------------------------------------------------- | ------------------------------------------------------------------------------- | ------------------------------------------------------------------------------- | ------------------------------------------------------------------------------- | ------------------------------------------------------------------------------- |
| 2-5-1985                                                                        | Mosca                                                                           | Unione Sovietica                                                                | 4 – 0                                                                           | Svizzera                                                                        | Qual. Mondiali 1986                                                             | -                                                                               | 79’                                                                             |
| 5-6-1985                                                                        | Copenaghen                                                                      | Danimarca                                                                       | 4 – 2                                                                           | Unione Sovietica                                                                | Qual. Mondiali 1986                                                             | -                                                                               | 70’                                                                             |
| 7-8-1985                                                                        | Mosca                                                                           | Unione Sovietica                                                                | 2 – 0                                                                           | Romania                                                                         | Amichevole                                                                      | -                                                                               | 80’                                                                             |
| 7-5-1986                                                                        | Mosca                                                                           | Unione Sovietica                                                                | 0 – 0                                                                           | Finlandia                                                                       | Amichevole                                                                      | -                                                                               |                                                                                 |
| 2-6-1986                                                                        | Irapuato                                                                        | Unione Sovietica                                                                | 6 – 0                                                                           | Ungheria                                                                        | Mondiali 1986 - 1º turno                                                        | 1                                                                               | 69’                                                                             |
| 5-6-1986                                                                        | León                                                                            | Francia                                                                         | 1 – 1                                                                           | Unione Sovietica                                                                | Mondiali 1986 - 1º turno                                                        | -                                                                               | 33’                                                                             |
| 9-6-1986                                                                        | Irapuato                                                                        | Canada                                                                          | 0 – 2                                                                           | Unione Sovietica                                                                | Mondiali 1986 - 1º turno                                                        | -                                                                               | 56’                                                                             |
| 15-6-1986                                                                       | León                                                                            | Unione Sovietica                                                                | 3 – 4 dts                                                                       | Belgio                                                                          | Mondiali 1986 - Ottavi di finale                                                | 3                                                                               |                                                                                 |
| 20-8-1986                                                                       | Göteborg                                                                        | Svezia                                                                          | 0 – 0                                                                           | Unione Sovietica                                                                | Amichevole                                                                      | -                                                                               |                                                                                 |
| 11-10-1986                                                                      | Parigi                                                                          | Francia                                                                         | 0 – 2                                                                           | Unione Sovietica                                                                | Qual. Euro 1988                                                                 | 1                                                                               |                                                                                 |
| 29-10-1986                                                                      | Sinferopoli                                                                     | Unione Sovietica                                                                | 4 – 0                                                                           | Norvegia                                                                        | Qual. Euro 1988                                                                 | 1                                                                               |                                                                                 |
| 18-2-1987                                                                       | Swansea                                                                         | Galles                                                                          | 0 – 0                                                                           | Unione Sovietica                                                                | Amichevole                                                                      | -                                                                               | 75’                                                                             |
| 18-4-1987                                                                       | Tbilisi                                                                         | Unione Sovietica                                                                | 1 – 3                                                                           | Svezia                                                                          | Amichevole                                                                      | -                                                                               |                                                                                 |
| 29-4-1987                                                                       | Kiev                                                                            | Unione Sovietica                                                                | 2 – 0                                                                           | Germania Est                                                                    | Qual. Euro 1988                                                                 | 1                                                                               | 65’                                                                             |
| 3-6-1987                                                                        | Oslo                                                                            | Norvegia                                                                        | 0 – 1                                                                           | Unione Sovietica                                                                | Qual. Euro 1988                                                                 | -                                                                               | 78’                                                                             |
| 29-8-1987                                                                       | Belgrado                                                                        | Jugoslavia                                                                      | 0 – 1                                                                           | Unione Sovietica                                                                | Amichevole                                                                      | -                                                                               | 46’                                                                             |
| 9-9-1987                                                                        | Mosca                                                                           | Unione Sovietica                                                                | 1 – 1                                                                           | Francia                                                                         | Qual. Euro 1988                                                                 | -                                                                               | 46’                                                                             |
| 28-10-1987                                                                      | Sinferopoli                                                                     | Unione Sovietica                                                                | 2 – 0                                                                           | Islanda                                                                         | Amichevole                                                                      | 1                                                                               |                                                                                 |
| 20-2-1988                                                                       | Bari                                                                            | Italia                                                                          | 4 – 1                                                                           | Unione Sovietica                                                                | Amichevole                                                                      | -                                                                               | 46’                                                                             |
| 23-3-1988                                                                       | Amarousio                                                                       | Grecia                                                                          | 0 – 4                                                                           | Unione Sovietica                                                                | Amichevole                                                                      | -                                                                               | 72’                                                                             |
| 31-3-1988                                                                       | Berlino Ovest                                                                   | Argentina                                                                       | 2 – 4                                                                           | Unione Sovietica                                                                | Amichevole                                                                      | -                                                                               | 75’                                                                             |
| 1-6-1988                                                                        | Mosca                                                                           | Unione Sovietica                                                                | 2 – 1                                                                           | Polonia                                                                         | Amichevole                                                                      | -                                                                               | 56’                                                                             |
| 12-6-1988                                                                       | Colonia                                                                         | Unione Sovietica                                                                | 1 – 0                                                                           | Paesi Bassi                                                                     | Euro 1988 - 1º turno                                                            | -                                                                               | 79’                                                                             |
| 15-6-1988                                                                       | Hannover                                                                        | Irlanda                                                                         | 1 – 1                                                                           | Unione Sovietica                                                                | Euro 1988 - 1º turno                                                            | -                                                                               |                                                                                 |
| 18-6-1988                                                                       | Francoforte sul Meno                                                            | Inghilterra                                                                     | 1 – 3                                                                           | Unione Sovietica                                                                | Euro 1988 - 1º turno                                                            | -                                                                               | 44’                                                                             |
| 25-6-1988                                                                       | Monaco di Baviera                                                               | Paesi Bassi                                                                     | 2 – 0                                                                           | Unione Sovietica                                                                | Euro 1988 - Finale                                                              | -                                                                               |                                                                                 |
| 17-8-1988                                                                       | Turku                                                                           | Finlandia                                                                       | 0 – 0                                                                           | Unione Sovietica                                                                | Amichevole                                                                      | -                                                                               |                                                                                 |
| 21-9-1988                                                                       | Düsseldorf                                                                      | Germania Est                                                                    | 1 – 0                                                                           | Unione Sovietica                                                                | Amichevole                                                                      | -                                                                               |                                                                                 |
| 21-11-1988                                                                      | Damasco                                                                         | Siria                                                                           | 0 – 2                                                                           | Unione Sovietica                                                                | Amichevole                                                                      | -                                                                               | 65’                                                                             |
| 23-11-1988                                                                      | Al Kuwait                                                                       | Kuwait                                                                          | 0 – 1                                                                           | Unione Sovietica                                                                | Amichevole                                                                      | -                                                                               | 30’                                                                             |
| 27-11-1988                                                                      | Al Kuwait                                                                       | Kuwait                                                                          | 0 – 2                                                                           | Unione Sovietica                                                                | Amichevole                                                                      | -                                                                               | 70’                                                                             |
| 21-2-1989                                                                       | Sofia                                                                           | Bulgaria                                                                        | 1 – 2                                                                           | Unione Sovietica                                                                | Amichevole                                                                      | -                                                                               | 46’                                                                             |
| 25-4-1990                                                                       | Dublino                                                                         | Irlanda                                                                         | 1 – 0                                                                           | Unione Sovietica                                                                | Amichevole                                                                      | -                                                                               |                                                                                 |
| Totale                                                                          |                                                                                 | Presenze                                                                        | 33                                                                              |                                                                                 | Reti                                                                            | 8                                                                               |                                                                                 |

## Palmarès

### Club

#### Competizioni nazionali
- Campionato sovietico: 2

Dinamo Kiev: 1985, 1986
- Coppa dell'Unione Sovietica: 2

Dinamo Kiev: 1984-1985, 1986-1987
- Superkubok SSSR: 2

Dinamo Kiev: 1986, 1987

#### Competizioni internazionali
- Coppa delle Coppe: 1

Dinamo Kiev: 1985-1986

### Individuale
- Pallone d'oro: 1

1986
- Capocannoniere della Coppa delle Coppe UEFA: 1

1985-1986 (5 gol)
- Inserito nelle "Leggende" del Golden Foot (2008)